# Интернашонал Фолс (Минесота)
Интернашонал Фолс (енгл. International Falls) град је у америчкој савезној држави Минесота.

## Демографија
По попису из 2010. године број становника је 6.424, што је 279 (-4,2%) становника мање него 2000. године.
| Група             | 2000.         | 2010.         |
| Белци             | 6.355 (94,8%) | 5.956 (92,7%) |
| Афроамериканци    | 19 (0,3%)     | 65 (1,0%)     |
| Азијати           | 15 (0,2%)     | 16 (0,2%)     |
| Хиспаноамериканци | 50 (0,7%)     | 72 (1,1%)     |
| Укупно            | 6.703         | 6.424         |